# Andai
L'andai est une langue papoue parlée en Papouasie-Nouvelle-Guinée dans la province de Sepik oriental.

## Classification
L'andai est une des langues arafundi, une des familles de langues papoues.

## Sources
- (en) Harald Hammarström, Robert Forkel, Martin Haspelmath, Sebastian Bank, Glottolog, Andai.